# Heather Burns
Heather Burns (Chicago, 7 de abril de 1975) es una actriz estadounidense. Es conocida por interpretar el papel de mejor amiga en una serie de exitosas comedias románticas como Tienes un e-mail (1998), Miss Agente Especial (2000), Amor con preaviso (2002) y Hechizada (2005).

## Biografía
Burns nació  el 7 de abril de 1975 en Chicago (Illinois), hija del jugador de los Chicago Bulls y fiscal de los Estados Unidos Jim Burns. Estudió interpretación en la Tisch School of the Arts de la Universidad de Nueva York, y perfeccionó su arte en la Atlantic Theatre Company Acting School. Burns está casada, desde el año 2012, con el actor Ajay Naidu, su novio desde el instituto, y tienen un hijo.
Ha colaborado con su marido en varios proyectos, incluidas películas independientes como You Are Here. Burns expresa a menudo su amor por compaginar el trabajo en diferentes medios: cine, televisión y teatro.

## Trayectoria
Burns ha aparecido en varias películas con Sandra Bullock, incluyendo Miss Agente Especial (2000), Two Weeks Notice (2002) y Miss Agente Especial 2: Armada y Fabulosa (2005). También protagonizó la película ¿Cuál es tu número? (2011) y tuvo un papel regular junto a Zach Galifianakis en la serie de HBO "Aburrido hasta la muerte", e interpretó a Trish en la serie web de Amazon "Sneaky Pete" (2017).
En 2020, apareció como estrella invitada en la serie de Netflix The Politician, por la que recibió elogios por su actuación.  En 2024, actuó en la reposición en el off-Broadway de la obra de Kenneth Lonergan Hold On to Me Darling junto a Adam Driver. Christopher Barnard de Vogue elogió su actuación, describiéndola como poseedora de una astucia y una firmeza excepcionales.

## Filmografía
- Social Distance (2020) (serie de Netflix) como Deb.
- Manchester by the Sea (2016) como Jill.
- Blindspot (2015) como Kathy (Hacker).
- Bored to Death (2009-2011) (serie de TV) como Leah.
- Ashes (2008) como Jasmine.
- Asfixia (2008) como Prim Professional.
- Watching the Detectives (2007) como Denise.
- Twenty Good Years (2006) (serie de TV) como Stella.
- Otra despedida de soltero (2006) como Jules.
- Law & Order: Criminal Intent (2006) (serie de TV) como Claire Quinn.
- Kill the Poor (2006) como Scarlet.
- La langosta de Brooklyn (2005) como Kenry Miller.
- The Groomsmen (2006)
- Bewitched (2005) como Nina.
- Miss Congeniality 2: Armed and Fabulous (2005) como Cheryl Frasier.
- Perception (2005) como Ramona.
- With You in Spirit (2003) (TV) como Emily Burke.
- Two Weeks Notice (2002) como Meryl Brooks.
- The $treet (2000-2001) (serie de TV) como Joanne Sacker.
- Miss Congeniality (2000) como Cheryl Frasier, Miss Rhode Island.
- The Beat (2000) como Beatrice Felsen.
- Nearly Yours (serie de TV) como Olivia Hammersmith.
- You've Got Mail (1998) como Christina Plutzker.
- Number One (1998) como Lily.
- Law & Order (1998) (serie de TV) como Lana Madison.
- 99 Threadwaxing (1998) como Novia.
- One Life to Live (1998/1996-1997) (serie de TV) como Herrick #1.